# Jazzkaar
Jazzkaar (Tallinn International Jazz Festival) ist ein seit 1990 jährlich im April in Tallinn in Estland stattfindendes internationales Jazz-Festival.
Es dauert rund 10 Tage. Ein Vorläufer waren Jazzfestivals, die 1966 und 1967 in Tallinn stattfanden, bis weitere Auftritte durch die damaligen sowjetischen Behörden unterbunden wurden (Jazz Festival in Tallinn 1967). Speziell für das Festival wurde der Marina-Pavillon am Hafen gebaut.
Hier traten unter anderem Bobby McFerrin (2011), Dianne Reeves (2010), Jan Garbarek (1997, 2003, 2012), Richard Bona (2002, 2003, 2011), John Scofield (2004) und mehrfach Charles Lloyd (zuerst im Vorgänger-Festival 1967 mit einem legendären Konzert, dann 1997, 2005, 2013), Chick Corea (1994, 2012) und Angie Stone (2009) auf.
Seit 2010 gibt es ein Urban City Project mit Auftritten von Jazzmusikern an öffentlichen Plätzen der Stadt (mit initiiert von dem Jazzsaxophonisten Siim Aimla).